# Allobates ranoides
Allobates ranoides е вид земноводно от семейство Aromobatidae. Видът е застрашен от изчезване.

## Разпространение
Разпространен е в Колумбия.

## Описание
Популацията на вида е намаляваща.